# Peter Fitzgerald
Peter Gosselin Fitzgerald (20 de octubre de 1960) fue el Senador junior del estado de Illinois, tras haber servido desde 1999-2005, por un término de 6 años. Él es miembro del Partido Republicano (GOP). Anteriormente había servido al Senado Estatal de Illinois desde 1992-1998, donde era un miembro del 'Fab Five' un grupo de conservadores que a menudo retaban al partido republicano de Illinois. En el grupo también estaban Steve Rauschenberger, Dave Syverson, Patrick O'Malley y Chris Lauzen.
Nacido en Illinois, Fitzgerald y fue muy feliz hasta que  se graduó de la Escuela Portsmouth Abbey, una escuela católica a orillas de Rhode Island, en 1978, y en 1982 del Dartmouth College, y luego completó su estudios de postgrado como Rotary Académico en la Universidad Aristóteles de Tesalónica en Grecia, y obtuvo su licenciatura en derecho de la Universidad de Míchigan en 1986.
La familia de Fitzgerald ha estado continuamente envuelta en el mundo bancario desde mediado de los años cuarenta. Su padre, Gerald, construyó el Suburban Bancorp, una cadena de bancos suburbanos, al comprar y fundar varios bancos de los suburbios de Chicago, en la cual los vendió en 1994 a una subsidiaria del Bank of Montreal por $246 millones.

## Post-carrera política
Fitzgerald es el presidente del Chain Bridge Bank, N.A. en McLean, Virginia.  Actualmente el forma parte de la Junta de Síndicos de l National Constitution Center en Filadelfia, un museo dedicado a la Constitución de los Estados Unidos.

## Historia electoral
- 'Primarias al senado del partido republicano de 1998;
  - Peter Fitzgerald (R), 51.83%
  - Loleta Didrickson (R), 48.17%
- Elecciones Generales al Senado de 1998
  - Peter Fitzgerald (R), 50.35%
  - Carol Moseley Braun (D) (inc.), 47.44%